# Nedelja mode u Londonu
Nedelja mode u Londonu je sajam odeće koji se održava u Londonu dva puta godišnje, u februaru i septembru. Deo je "Velike četvorke" nedelja mode zajedno sa nedeljom mode u Njujorku, Milanu i Parizu.

## Organizacija
Organizovana od strane Britanskog modnog saveta (engl. British Fashion Council) za Londonsku agenciju razvoja u saradnji sa odsekom za biznis, inovacije i veštine. Prva nedelja mode u Londonu održana je 1984. Zajedno sa Njujorkom, Parizom i Milanom čini "Veliku četvorku" nedelje mode. Finansijerima je predstavljena kao sajam, koji takođe privlači značajnu pažnju štampe. U mogućnosti je da dobije zvanično sponzorstvo od Mercedesa, svetski poznatog automobilskog brenda i globalne frizerske kompanije Toni & Guy. Nedelji mode je prisustvovalo preko 5000 novinara i kupaca.
Procenjuje se da modna industrija Velike Britanije obezbeđuje 797,000 radnih mesta (izvor:Oxford Economics 2014) što je povećanje od 2.3% u odnosu na 2009.
Somerset House u centralnom Londonu je sedište brojnih modnih pista najpoznatijih dizajnera i modnih kuća. Jedna od izložbi prikazuje preko 150 kuća.

## Prenos uživo
U proleće 2010, nedelja mode u Londonu postala je prva glavna nedelja mode podržana od strane digitalnih medija, kada je ponudila dizajnerima modnih pista u Somerset House-u mogućnost emitovanja uživo na internetu. Prenos se može pogledati na vebsajtu nedelje mode u Londonu.

## Muška kolekcija
U leto 2012, London je prvi put predstavio mušku kolekciju.

## Spoljašnje veze
- Званични веб-сајт
- London Fashion Week Live Streams
- London Collections Men